# سال گرگ
سال گرگ (فنلاندی: Suden vuosi) یک فیلم درام فنلاندی به کارگردانی اُلی سارِلا است که در سال ۲۰۰۷ منتشر شد.

## بازیگران
- یورما تومیلا
- کریستا کوسونن
- کاری هیسکانن
- ویله ویرتانن
- کاتارینا کایتوئه
- یوکا پوئوتیلا